# جورجي أرابيدزه
جورجي أرابيدزه (بالجورجية: გიორგი არაბიძე) هو لاعب كرة قدم جورجي في مركز الجناح ولد في يوم 4 مارس 1998 في بلدة فاني في جورجيا، يلعب حالياً مع نادي شاختار دونتسك وسبق له اللعب مع نادي لوكوموتيف تبيليسي، في سنة 2017 بدأ باللعب مع منتخب جورجيا لكرة القدم ويبلغ طوله 173 سم.

## روابط خارجية
- جورجي أرابيدزه على موقع الاتحاد الأوربي (الإنجليزية)
- جورجي أرابيدزه على موقع اتحاد تركيا (لاعب) (الإنجليزية)
- جورجي أرابيدزه على موقع اتحاد أوكرانيا (الإنجليزية)
- جورجي أرابيدزه على موقع قاعدة بيانات كرة القدم.إي يو (الإنجليزية)
- جورجي أرابيدزه على موقع ناشيونال فوتبول تيمز (الإنجليزية)
- جورجي أرابيدزه على موقع Soccerway.com (الإنجليزية)
- جورجي أرابيدزه على موقع AS.com (الإسبانية)